# Allan Rogers
Allan Ralph Rogers (ur. 24 października 1932 w Gelligaer, hrabstwo Caerphilly, zm. 28 listopada 2023) – brytyjski polityk i samorządowiec, poseł do Parlamentu Europejskiego I kadencji, w latach 1983–2001 członek Izby Gmin.

## Życiorys
Zawodowo pracował jako geolog w Wielkiej Brytanii, Kanadzie, Stanach Zjednoczonych i Australii, później był nauczycielem. Zaangażował się w działalność polityczną w ramach Partii Pracy. Zasiadał w radzie hrabstwa Glamorgan. W 1979 wybrany posłem do Parlamentu Europejskiego, od 1979 do 1982 pozostawał jego wiceprzewodniczącym. Przystąpił do frakcji socjalistycznej. W 1983 wybrany po raz pierwszy do Izby Gmin, zasiadał w niej przez cztery kadencje do 2001. W 2001 otrzymał propozycję wykreowania parem dożywotnim i przejścia do Izby Lordów, której jednak odmówił.